# Lipovo-mező
A Lipovo-mező (horvátul: Lipovo polje) egy karsztmező Horvátországban, Likában.

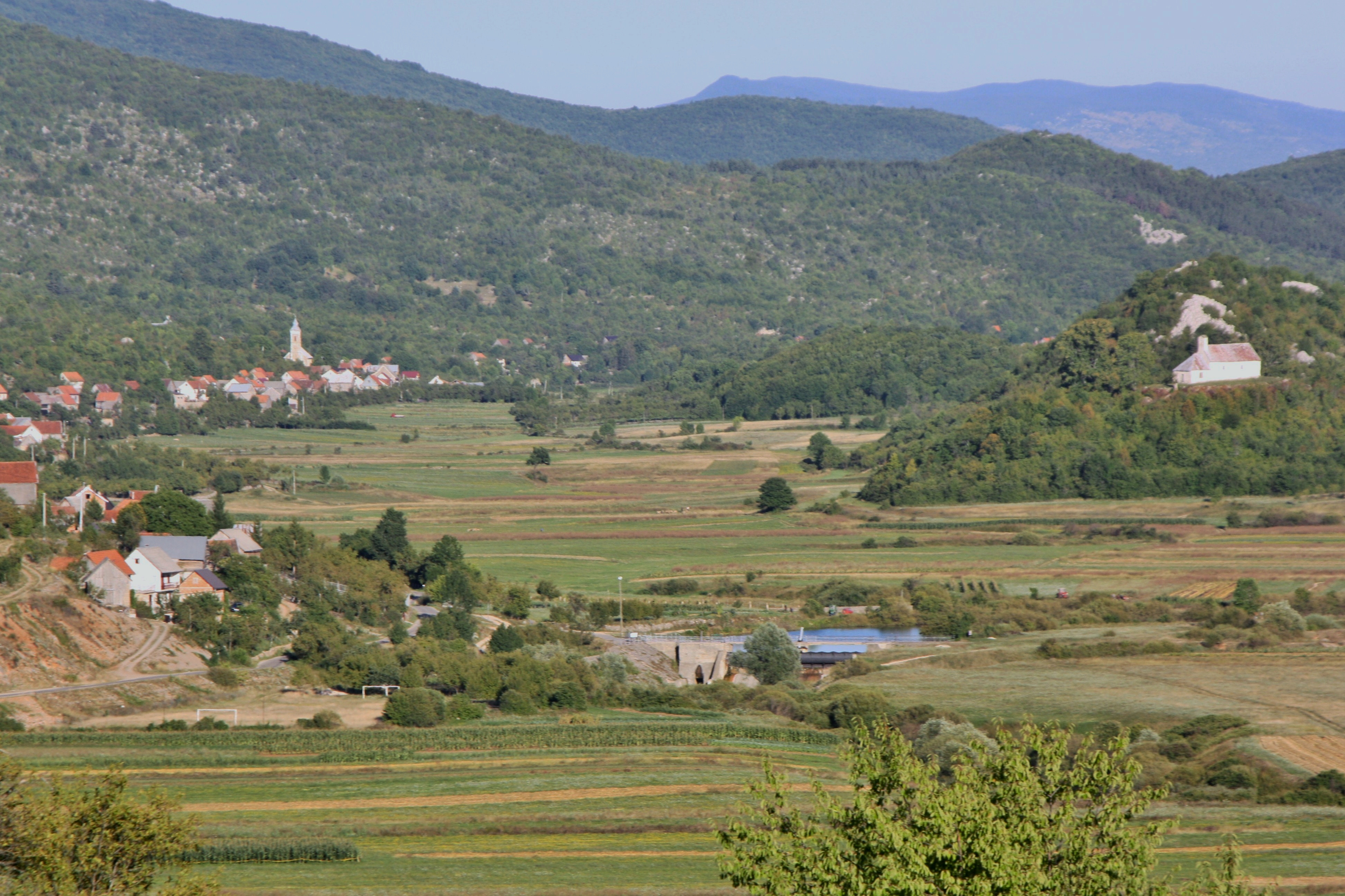
A Lipovo-mező látképe

## Leírása
A Lipovo-mező Otocsántól 13 km-re délre, a Gacka-mezőtől délnyugatra és Likai-mezőtől északnyugatra, 485–500 m magasságban fekszik. Kiterjedése északnyugat-délkeleti irányú, hosszúsága 9,5 km, legnagyobb szélessége 1,7 km területe 16,6 km². Északnyugati irányban lejt. A Lika folyó és mellékfolyója a Jaruga folyik át rajta. A települések a mező szélén vannak: Donji Kosinj (498 lakos, 2011), Lipovo Polje (121 lakos), Krš (31 lakos).
Koordináták: é. sz. 44° 45′ 19″, k. h. 15° 13′ 38″44.755200°N 15.227100°E

## Fordítás
Ez a szócikk részben vagy egészben  a   Lipovo polje (Lika) című horvát Wikipédia-szócikk ezen változatának fordításán alapul.  Az eredeti cikk szerkesztőit annak laptörténete sorolja fel. Ez a jelzés csupán a megfogalmazás eredetét és a szerzői jogokat jelzi, nem szolgál a cikkben szereplő információk forrásmegjelöléseként.